# Horizons 3e
Horizons 3e ist ein kommerzieller Kommunikationssatellit des Satellitenbetreibers Intelsat in Zusammenarbeit mit JSAT aus Japan.

## Aufbau
Horizons 3e ist auf der Basis des Boeing 702-Satellitenbusses von Boeing Satellite Systems gebaut und besitzt mit 6441 kg eine geplante Lebensdauer von 15 Jahren. Horizons 3e beherbergt mehrere Transponder im Ku-Band und im C-Band. Der Satellit wird durch Batterien und Solarzellen mit Strom versorgt. Der Satellit wird Festnetz- und Mobilfunkbenutzern ein Datenvolumen von 25 bis 30 Gigabit pro Sek. zur Verfügung stellen.

## Start
Horizons 3e wurde am 25. September 2018 an Bord einer Ariane-5-Trägerrakete von der Centre Spatial Guyanais zusammen mit Azerspace-2/Intelsat 38 in einen geostationären Transferorbit gebracht. Horizons 3e wurde im Januar 2019 in Betrieb genommen und ersetzte Intelsat 805 auf der Position 169° Ost.